# Buondelmonte de' Buondelmonti
Pour les articles homonymes, voir Buondelmonti (homonymie).
Buondelmonte de' Buondelmonti' (mort en 1215 à Florence) est un personnage historique florentin du début du XIIIe siècle de la famille Buondelmonti.

## Historique
Giovanni Villani l'a décrit comme un personnage querelleur, fiancé à une femme de la famille Amidei, Reparata di Lambertuccio, pour régler une dispute survenue quelques mois plus tôt. Lorsque Buondelmonte a rompu les fiançailles parce qu'il était entre-temps tombé amoureux d'une femme de la maison Donati, le non-mariage a été considéré comme une terrible offense pour les Amidei, qui ont juré de se venger.
Les Amidei ont tenu un conseil sur ce qu'il fallait faire et, malgré les nombreuses indécisions, la voie la plus difficile a été décidée, celle de venger l'offense avec le meurtre de Buondelmonte.
Ainsi Buondelmonte fut assassiné le matin de Pâques de la même année, alors qu'il se rendait à son nouveau mariage . Villani considère cet épisode sanglant comme la première étincelle qui a conduit la ville à se diviser en factions guelfes et gibelines grâce à la vengeance croisée des clans. Dante Alighieri croyait aveuglément à cette version des événements et indique à plusieurs reprises l'échec du mariage et la vengeance des Amidei comme la cause principale de la ruine de Florence, par exemple dans l'épisode de Mosca dei Lamberti (Enfer Chant XXVIII, vv. 103-111) ou dans celui de Cacciaguida (Chant XVI du Paradis, vv. 140-141) où il mentionne aussi expressément Buondelmonte .
L'histoire de Buondelmonte est également racontée par Mathieu Bandello dans l'un de ses romans (Le Novelle) et par Brunetto Latini dans ses chroniques. L'histoire est également racontée dans l'œuvre de Dino Compagni, Cronica delle cose accesorsi nei tempi sua.